# Hermann Irving Schlesinger
Hermann Irving Schlesinger, född 11 oktober 1882 i Milwaukee, Wisconsin, död 3 oktober 1960 i Chicago, var en amerikansk professor i oorganisk kemi.

## Biografi
Schlesinger studerade kemi vid universitetet i Chicago från 1900 till 1905, då han tog doktorexamen på en avhandling över ett arbete tillsammans med Julius Stieglitz. Under de följande två åren arbetade han med Walther Nernst vid universitetet i Berlin, med Johannes Thiele vid universitetet i Strasbourg och med John Jacob Abel vid Johns Hopkins University.
Från 1907 till 1960 undervisade han vid University of Chicago. År 1940 upptäckte han tillsammans med Herbert C. Brown natriumborhydrid och båda var involverade i vidareutvecklingen av borhydridkemin. Schlesingers forskning var av fundamental betydelse.

## Utmärkelser
Schlesinger tilldelades
- Priestleymedaljen (1959) och
- Willard Gibbs Award (1959).